# 月本寿彦
月本寿彦（つきもと としひこ）は、福島県立美術館の学芸員。

## 経歴
山形県米沢市生まれ。
高校の美術教師、広重美術館（1997 - 2000）、山形美術館（2000 - 2014）、茅ヶ崎市美術館（2014 - 2023）を経て、現職。
担当した企画展「棟方志功 萬鉄五郎に首ったけ」美術館連絡協議会の奨励賞受賞。

## 企画
- 「生誕100年　桜井浜江展」（山形美術館、2008）
- 「没後50年 愛情の画家 椿貞雄」(同、2008-2009)[4]
- 「北斎漫画展 －画は伝神の具也－」(茅ヶ崎市美術館、2016)[5]
- 「小原古邨展 ―花と鳥のエデン」(同、2018)[6]
- 「江戸の遊び絵づくし　―みかけはこわいが遊びつくした楽しい浮世絵だ」(同、2019)[7]
- 「生誕100年　國領經郎展　－静寂なる砂の景－」(同、2020)[8]
- 「ヴィンテージ アロハシャツの魅力」(同、2020)[9]
- 「湘南を描く 入江観展」(同、2022）[10]
- 「THE 新版画 版元･渡邊庄三郎の挑戦」(同、2025）[11]

## 監修
- 「北斎の富士?富嶽三十六景と富嶽百景」（盛岡市民文化ホール、2010）[12]
- 「浮世絵スーパークリエイター　歌川国芳展」（北海道立近代美術館、2025）[13]

- 「Ukiyo-e 猫百科　ごろごろまるまるネコづくし」（そごう美術館、2025）[14]